# Нікола Седлак
Нікола Седлак (нар. 13 грудня 1983, Суботиця) – сербський шахіст, гросмейстер від 2003 року.

## Шахова кар'єра
У 2000 і 2001 роках виступив у складі збірної Югославії на командній першості Європи серед юніорів до 18 років, завоювавши дві бронзові медалі: 2000 року в командному заліку, а 2001-го – в особистому заліку на 2-й шахівниці. 2000 року виграв титул чемпіона країни серед юніорів до 18 років, тоді як у 2001 році – віце-чемпіона в групі до 20 років. 2002 року поділив 1-ше місце (разом з Драганом Косичем і Драгишою Благоєвичем) на чемпіонаті Чорногорії. 2010 року виборов титул чемпіона Сербії, тоді як 2014 року на чемпіонаті країни виборов бронзову медаль.
Досягнув низки успіхів на міжнародній арені, зокрема:
- поділив 1-ше місце в Будапешті (1999, турнір Elekes-B, разом з Іштваном Лорінцом i Робертом Маркушем),
- поділив 2-ге місце у Львові (2001, позаду Ореста Грицака, разом з Назаром Фірманом i Олександром Сулипою),
- посів 3-тє місце в Старій Пазові (2001, позаду Велько Єремича i Юліана Падульського),
- 1-ше місце в Галльсбергу – двічі (2001/02, разом з Рафалом Томчаком i 2002/03, одноосібно)
- посів 1-ше місце у Борово (2002),
- посів 1-ше місце у Вінковцях (2002),
- поділив 2-ге місце в Белграді (2002, позаду Дімітріоса Мастровасіліса, разом з Атанасіосом Мастровасіліосом),
- поділив 1-ше місце в Пулі (2003, разом зі Звонко Станойоським. Йосипом Рукавиною, Огнєном Йованичем i Давором Рогичем),
- поділив 1-ше місце у Панчево (2003, разом з Іваном Чепаріновим i Сергієм Григор'янцом),
- поділив 2-ге місце в Задарі – двічі (2003, позаду Зденко Кожула, разом із, зокрема, Владзіміром Ковачевичем, Хрвоє Стевичем i Маратом Макаровим i 2006, позаду Алесандара Ковачевича, разом з Бояном Кураїцою, Огнєном Цвітаном i Анте Бркічем),
- посів 1-ше місце у Есб'єргу (2004, турнір Кубок Північного моря),
- посів 1-ше місце в Суботиці (2005),
- поділив 1-ше місце в Бошняціх (2005, разом із, зокрема, Іваном Левентичем, Міодрагом Савичем i Хрвоє Стевичем),
- посів 2-ге місце в Каннах (2005, позаду Жана-П'єра Ле-Ру),
- посів 1-ше місце в Арв'є (2007, чемпіонат Європейського Союзу),
- посів 1-ше місце в Жупані (2007),
- поділив 1-ше місце в задарі (2007, разом з Александиром Делчевим),
- поділив 1-ше місце у Вршаці (2008, Меморіал Борислава Костіча, разом зі Стеліосом Халкіасом).

Примітка: Список успіхів неповний (поповнити від 2008 року).
Неодноразово представляв Югославію та Сербії на командних змаганнях, зокрема:
- чотири рази на шахових олімпіадах (2006, 2010, 2012, 2014); призер: в особистому заліку – золотий (2014 – 4-та шахівниця)[3],
- тричі на командних чемпіонатах Європи (2003, 2007, 2009)[4],
- двічі на командних чемпіонатах Європи серед юніорів до 18 років (2000, 2001); призер: в командному заліку – бронзовий (2001)[5].

Найвищий рейтинг Ело в кар'єрі мав станом на 1 жовтня 2007 року, досягнувши 2605 очок займав тоді 3-тє місце (позаду Бранко Дамляновича та Івана Іванишевича) серед сербських шахістів.

## Зміни рейтингу
| На цьому місці має відображатися графік чи діаграма, однак з технічних причин його відображення наразі вимкнено. Будь ласка, не видаляйте код, який викликає це повідомлення. Розробники вже працюють для того, щоби відновити штатне функціонування цього графіка або діаграми. | |
| | На цьому місці має відображатися графік чи діаграма, однак з технічних причин його відображення наразі вимкнено. Будь ласка, не видаляйте код, який викликає це повідомлення. Розробники вже працюють для того, щоби відновити штатне функціонування цього графіка або діаграми. |